# Zentralbikomi
Zentralbikomi (indonesisch Bikomi Tengah) ist ein indonesischer Distrikt (Kecamatan) im Westen der Insel Timor.

## Geographie
| „Dorf“ (Desa) | Fläche    | Einwohner | Bevölkerungs- dichte |
| ------------- | --------- | --------- | -------------------- |
| Nimasi        | 3,32 km²  | 800       | 240,97               |
| Kuanek        | 4,35 km²  | 547       | 125,74               |
| Buk           | 15,23 km² | 832       | 54,03                |
| Oelbonak      | 4,33 km²  | 523       | 120,79               |
| Oenenu        | 1,5 km²   | 885       | 590,00               |
| Südoenenu     | 1,5 km²   | 749       | 499,33               |
| Nordoenenu    | 1,5 km²   | 1.110     | 740,00               |
| Oenino        | 16,00 km² | 1.091     | 68,18                |
| Sono          | 13,77 km² | 724       | 52,57                |

Der Distrikt befindet sich im Westen des Regierungsbezirks Nordzentraltimor (Timor Tengah Utara) der Provinz Ost-Nusa-Tenggara (Nusa Tenggara Timur). Im Norden grenzt Zentralbikomi an die Distrikte Nordbikomi (Bikomi Utara) und Ostmiomaffo (Miomaffo Timur), im Osten an Kefamenanu, im Süden an Südbimkomi (Bikiomi Selatan) und Musi und im Westen an Bikomi Nilulat. Im Nordwesten reicht Zentralbikomi bis an die zum Staat Osttimor gehörende Exklave Oe-Cusse Ambeno.
Zentralbikomi hat eine Fläche von 61,5 km² und teilt sich in die neun Desa Nimasi, Kuanek, Buk, Oelbonak, Oenenu, Südoenenu (Oenenu Selatan), Nordoenenu (Oenenu Utara), Oenino und Sono. Der Verwaltungssitz befindet sich in Oenenu.  Das Territorium liegt weitgehend in einer Meereshöhe zwischen 300 m und 600 m. Das Klima teilt sich, wie sonst auch auf Timor, in eine Regen- und von Juni bis September eine Trockenzeit.

## Einwohner
2017 lebten in Zentralbikomi 7.261 Einwohner. 3.597 sind Männer, 3.664 Frauen. Die Bevölkerungsdichte liegt bei 118,06 Personen pro Quadratkilometer. 6.834 Personen bekennen sich zum katholischen Glauben und 427 sind Protestanten.

## Politik
Vorsteher des Distrikts ist seit Juni 2014 Mateus T, Bota. Vom 30. Juni 2008 bis Mai 2009 war dies Vinsensius Lake und von Mai 2009 bis Juni 2014 Yosefina A. L. M. Lake.

## Wirtschaft, Infrastruktur und Verkehr
Die meisten Einwohner des Distrikts leben von der Landwirtschaft. Als Haustiere werden Rinder (2.114), Schweine (1.104), Ziegen (683) Hühner (6.701) und Enten (15) gehalten. Auf 575 Hektar wird Mais angebaut, auf 170 Hektar Maniok und auf 6 Hektar Erdnüsse. Außerdem werden Senf, Chili, Tomaten und Wasserspinat (Kangkung) angebaut.
In Zentralbikomi gibt es neun Grundschulen, zwei Mittelschulen und eine weiterführende Schule.
Im Distrikt sind 320 Motorräder und 21 Kraftfahrzeuge angemeldet. Der öffentliche Verkehr wird betrieben durch 20 Pick-ups und 200 Motorrädern.